# Martine Le Coz
Pour les articles homonymes, voir Le Coz.
 (janvier 2017).
Martine Le Coz, née le 13 septembre 1955 à Angoulême, est une écrivaine et dessinatrice française, lauréate du prix Renaudot en 2001. Auteure, elle s'attache dans son œuvre au dialogue inter-culturel et aux réflexions spirituelles et humanistes.

## Biographie
Martine Le Coz vit à Amboise, en Touraine, depuis près de trente ans. Marquée par la rencontre d'Emmanuel Levinas, d'Aimé Césaire, puis d'Émile Shoufani qu'elle a suivi dans la Marche pour la Paix à Auschwitz en 2003, elle inscrit l'ensemble de son travail dans une perspective fraternelle à travers ses romans en faveur de l'homme noir, des humiliés et des exclus (Céleste, prix Renaudot 2001).
Le roman L'Appel des éléphants (2015) souligne l'interdépendance des animaux et des hommes, en Inde et en Afrique. C'est un nouvel hommage à la Nature, après Le Rire de l'Arbre au milieu du jardin. Martine Le Coz est devenue en 2016 marraine de l'association Vivre avec les éléphants créée par Nicolas Laîné, ethnologue auteur d'une thèse sur le vivre ensemble homme-animal.
En 2009 a débuté l'illustration d'une Histoire des prophètes selon le Coran (éd. Albouraq). La rencontre de l'indianiste André Padoux, spécialiste du tantrisme, a permis l'accès à la spiritualité indienne. Un engagement s'est développé depuis auprès des femmes de modeste condition qui pratiquent au nord de l'Inde l'art du Mithilâ pour qu'il perdure et qu'elles survivent (Mithilâ, l'honneur des femmes, 2013, et Mithila Dream, Regard sur l'alphabet Devanagari, 2014). Paru en septembre 2016, Les Filles de Krishna prennent la parole, document réalisé avec les Indiens Rani Jha et Kaushik Kumar Jha témoigne de la condition des femmes dans cette région très enracinée dans le passé mais en pleine mutation.

## Œuvre

### Romans
- 1989 : Gilles de Raiz, la confession imaginaire
- 1992 : Le Pharaon qui n'avait pas d'ombre
- 1994 : La Palette du jeune Turner
- 1995 : Le Journal de l'autre
- 1996 : Les Confins du jour
- 1997 : Léo, la nuit[3]
- 1999 : Le Nègre et la Méduse[4]
- 2001 : Céleste — Prix Renaudot
- 2004 : Nos lointains et nos proches
- 2007 : La Reine écarlate
- 2008 : Le Jardin d'Orient
- 2009 : L'Homme électrique, biographie romancée de Nikola Tesla
- 2011 : La Tour de Wardenclyffe, roman fantastique sur Nikola Tesla
- 2015 : L'Appel des éléphants

### Poésie
- 1998 : Le Chagrin du zèbre[4]
- 2000 : Le Rire de l'arbre au milieu du jardin
- 2004 : La Pierre et le Souffle
- 2009 : La Couronne de vent
- 2010 : Signe de ferveur noir, hommage à Olivier Debré

### Essais et autres
- 1991 : Hypnose et Graphologie, avec le concours d'Erich Lancaster
- 1995 : Gilles de Raiz, ignoble et chrétien
- 1998 : Catherine d'Alexandrie ou la Philosophie défaite par la foi
- 2000 : La Beauté (conte philosophique)
- 2003 : Hosana ! (témoignage)
- 2016 : Les filles de Krishna prennent la parole, avec R. Jha et K.K. Jha (témoignages sur le problème des indiennes victimes de viols)
- 2022 : Rahis Bharti, cœur battant du Rajasthan, Éditions Sutton[5]

### Albums
- 2002 : Visages des voyageurs (portraits d'écrivains du XXe siècle)
- 2013 : Mithila, l'honneur des femmes (portraits d'artistes de Madhubani - Inde du Nord -)
- 2014 : Mithila Dream (regard sur l'alphabet devanagari)

### Revues
- Télérama Hors Série Turner (2010)
- Télérama Hors Série Velasquez (2015)
- Art & Deal, Tantric Art (2015)
- Orbs no 0, l'art du Mithila (2013)
- Orbs no 3, Tesla et Vivekânanda (2015)